# Classe Ouragan (Marine française)
Pour les articles homonymes, voir Ouragan (homonymie).
Pour les autres classes de navires du même nom, voir Classe Ouragan.
La classe Ouragan  est une classe de transport de chalands de débarquement (TCD, en anglais LPD), de conception française. Deux bâtiments de ce type ont été construits pour la Marine nationale : l’Ouragan admis au service actif en juin 1965 et l’Orage en avril 1968.

## Description
Le TCD a pour mission d'assurer:
- le transport et la mise à terre par des moyens amphibies, sur une plage non préparée et en zone d'insécurité,
- le chargement et le déchargement rapide des engins de débarquement, et d'autres équipements, transportant des troupes et des véhicules;
- le transport, la fourniture et l'exploitation des hélicoptères transportant des commandos ou de fournir un appui rapproché;
- le transport de l'équipage de la mission;
- un centre de commandement d'une opération de débarquement d'ampleur limitée

La mise à terre s'effectue au moyen de chalands de débarquement transportés dans un bassin intérieur appelé « radier immergeable ». Simultanément, le TCD peut d'une part, transporter, ravitailler et mettre en œuvre quatre hélicoptères lourds ; d'autre part, assurer le commandement d'une opération de débarquement d'ampleur limitée, l'hospitalisation et les soins aux blessés.
La caractéristique essentielle des TCD est le bassin intérieur ou radier, immergeable sous trois mètres d'eau et qu'une porte arrière met en communication avec la mer. Les dimensions du radier sont : 120 mètres de long sous 3,5 m d'eau.
Les deux navires de cette classe ont été retirés du service :
- Ouragan L9021, en janvier 2007 ;
- Orage L9022, en juin 2007.

Remplacés par deux des trois porte-hélicoptères d'assaut de Classe Mistral.
Après leur retrait, les deux navires devaient être transférés à la marine argentine, mais l'opération a été annulée par le gouvernement argentin en raison de la présence d'amiante (une matière toxique utilisée sur les bateaux pendant leur construction pour l'isolation). Ils furent amarrés au quai de l'arsenal de Toulon en attendant leur déconstruction courant 2016. Le premier à avoir quitté les lieux fut l’Ouragan le 18 août 2016, prenant la direction de Gand, en Belgique afin d'y être démantelé par le groupe franco-belge Galloo. Son navire-jumeau y est remorqué l'année suivante.

## Navires de la classe Ouragan
| Nom     | no    | Chantier         | Mise sur cales | Mise à l'eau    | Mise en service | Désarmé         | Statut                                                      |
| ------- | ----- | ---------------- | -------------- | --------------- | --------------- | --------------- | ----------------------------------------------------------- |
| Ouragan | L9021 | Arsenal de Brest | 20 juin 1962   | 9 novembre 1963 | 1er juin 1965   | 29 janvier 2007 | Rade de Toulon (2007-2016) ; Démantelé à Gand en 2016.      |
| Orage   | L9022 | Arsenal de Brest | 12 juin 1966   | 22 avril 1967   | 1er avril 1968  | 29 juin 2007    | Rade de Toulon (2007-2017) ; Démantelé à Gand en 2017-2018. |

## Galerie d'images

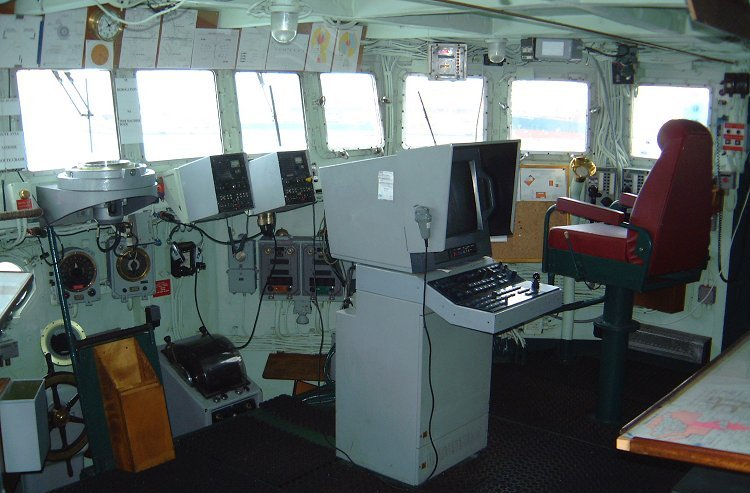
Passerelle de navigation de l’Ouragan
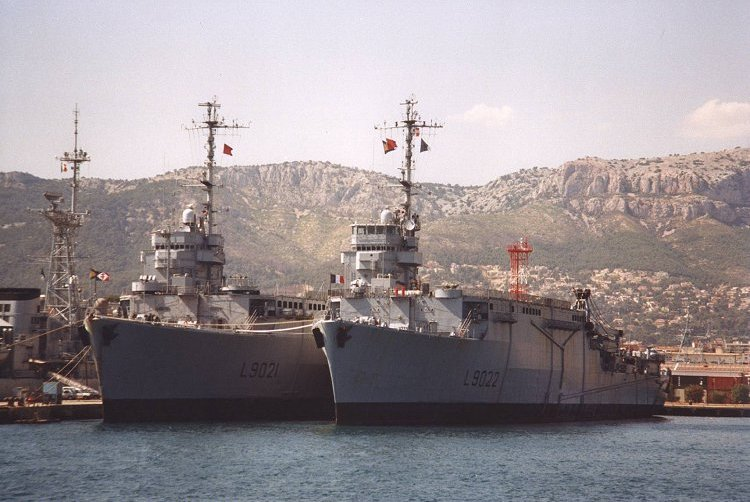
L’Ouragan et l’Orage à quai à Toulon
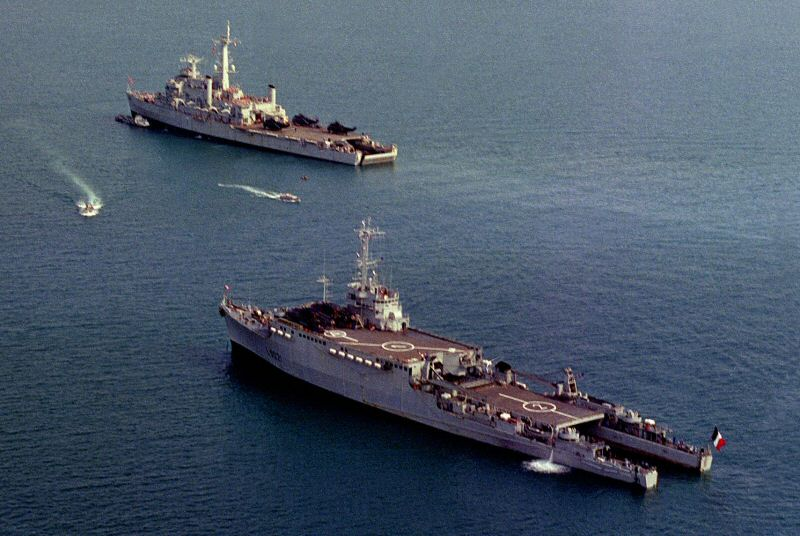
L’Ouragan et l'HMS Intrepid
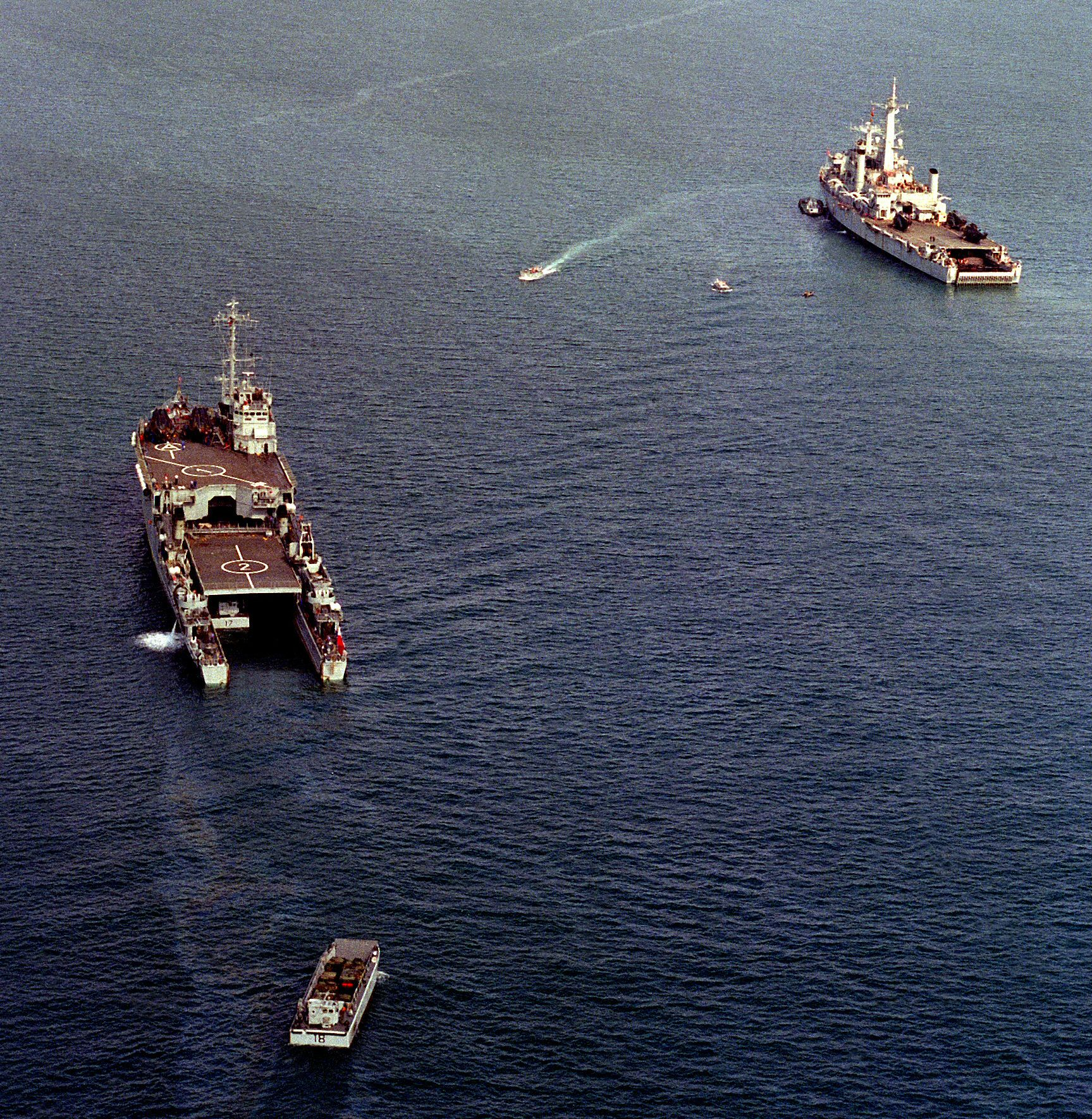
L’Ouragan et l'HMS Intrepid